# Sollevamento pesi ai III Giochi olimpici giovanili estivi
Le gare di sollevamento pesi ai III Giochi olimpici giovanili estivi sono state disputate al Parque Polideportivo Roca di Buenos Aires dal 7 al 13 ottobre 2018. Sono state assegnate medaglie in sei categorie di peso maschili e femminili.

## Podi

### Ragazzi

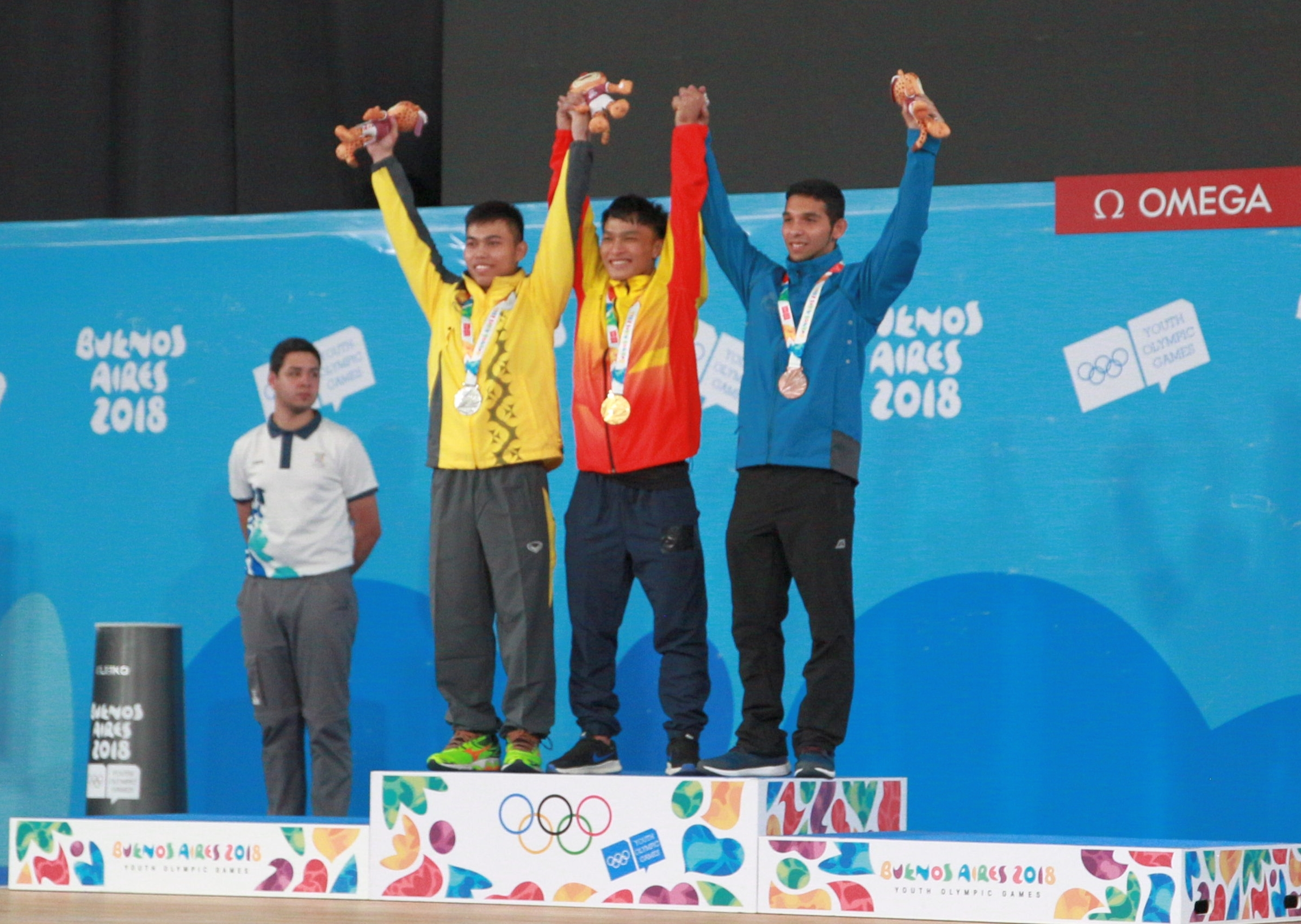
56 kg
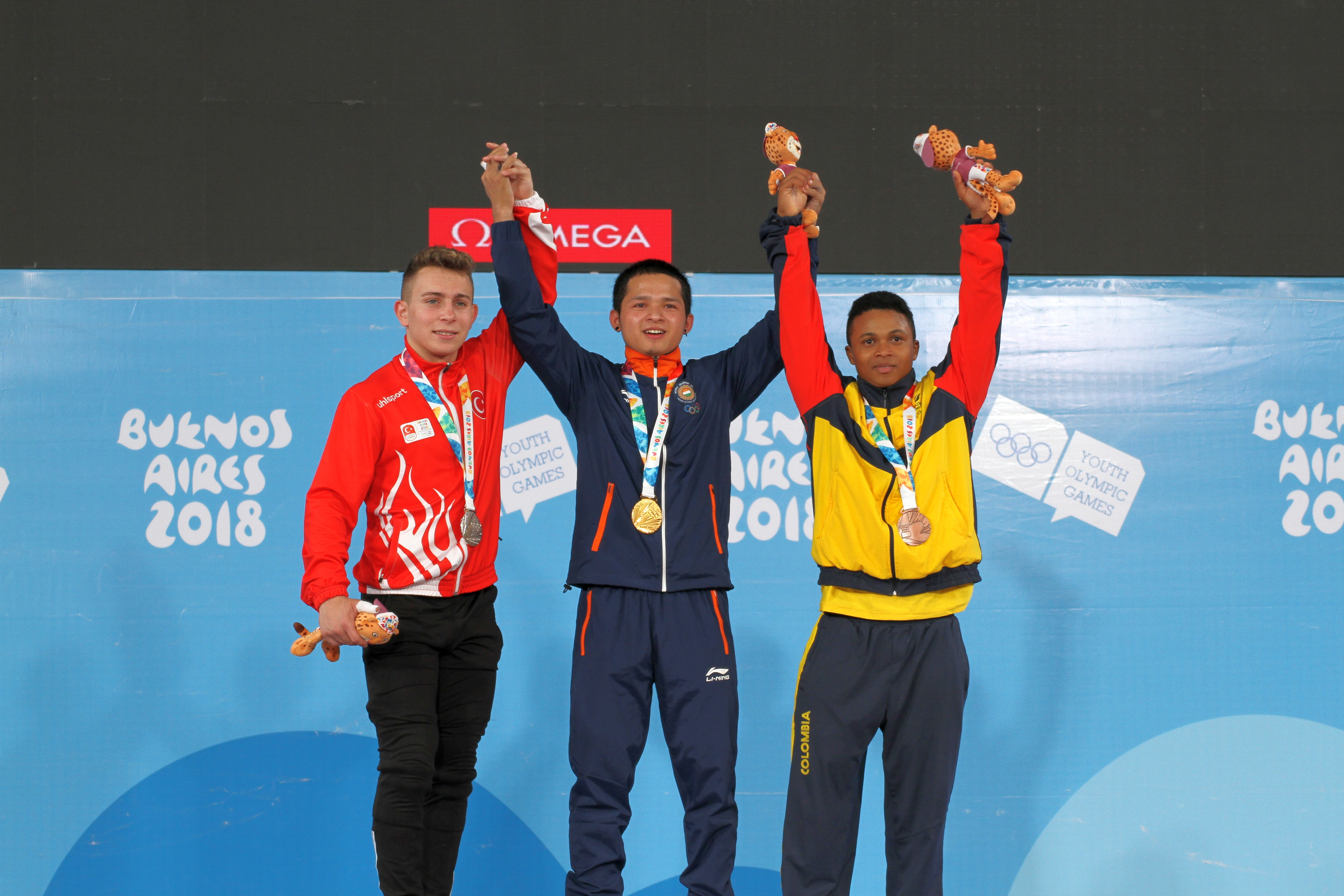
62 kg

| Evento       | Oro                | Perform. | Argento                    | Perform. | Bronzo                   | Perform. |
| fino a 56 kg | Son Dinh Ngo       | 262 kg   | Natthawat Chomchuen        | 239 kg   | Frantisek Polak          | 233 kg   |
| fino a 62 kg | Lalrinnunga Jeremy | 274 kg   | Caner Toptas               | 263 kg   | Estiven Villar Manjarres | 260 kg   |
| fino a 69 kg | Muhammed Ozbek     | 305 kg   | Archil Malakmadze          | 288 kg   | Mauricio Canul Facundo   | 283 kg   |
| fino a 77 kg | Karen Margaryan    | 309 kg   | Mukhammadkodir Toshtemirov | 308 kg   | Abdalla Mostafa          | 295 kg   |
| fino a 85 kg | Cristiano Ficco    | 325 kg   | Tarmenkhan Babayev         | 316 kg   | Ali Yousef Alothman      | 299 kg   |
| oltre 85 kg  | Alireza Yousefi    | 380 kg   | Hristo Hristov             | 379 kg   | Enzo Kuworge             | 365 kg   |

- 56 kg
- 62 kg

### Ragazze
| Evento       | Oro                      | Perform. | Argento              | Perform. | Bronzo           | Perform. |
| fino a 44 kg | Katherin Echandia Zarate | 162 kg   | Thi Thu Trang Nguyen | 147 kg   | Nida Karasakal   | 138 kg   |
| fino a 48 kg | Yesica Hernandez Vieyra  | 171 kg   | Yineth Santoya Ortiz | 162 kg   | Mihaela Cambei   | 158 kg   |
| fino a 53 kg | Sabina Baltag            | 177 kg   | Kely Junkar Acero    | 176 kg   | Nur Vinatasari   | 162 kg   |
| fino a 58 kg | Ghofrane Belkhir         | 196 kg   | Neama Said           | 194 kg   | Peyton Brown     | 186 kg   |
| fino a 63 kg | Kumushkhon Fayzullaeva   | 218 kg   | Thipwara Chontavin   | 202 kg   | Galya Shatova    | 201 kg   |
| oltre 63 kg  | Supatchanin Khamhaeng    | 236 kg   | Dilara Narin         | 218 kg   | Dolera Davronova | 217 kg   |

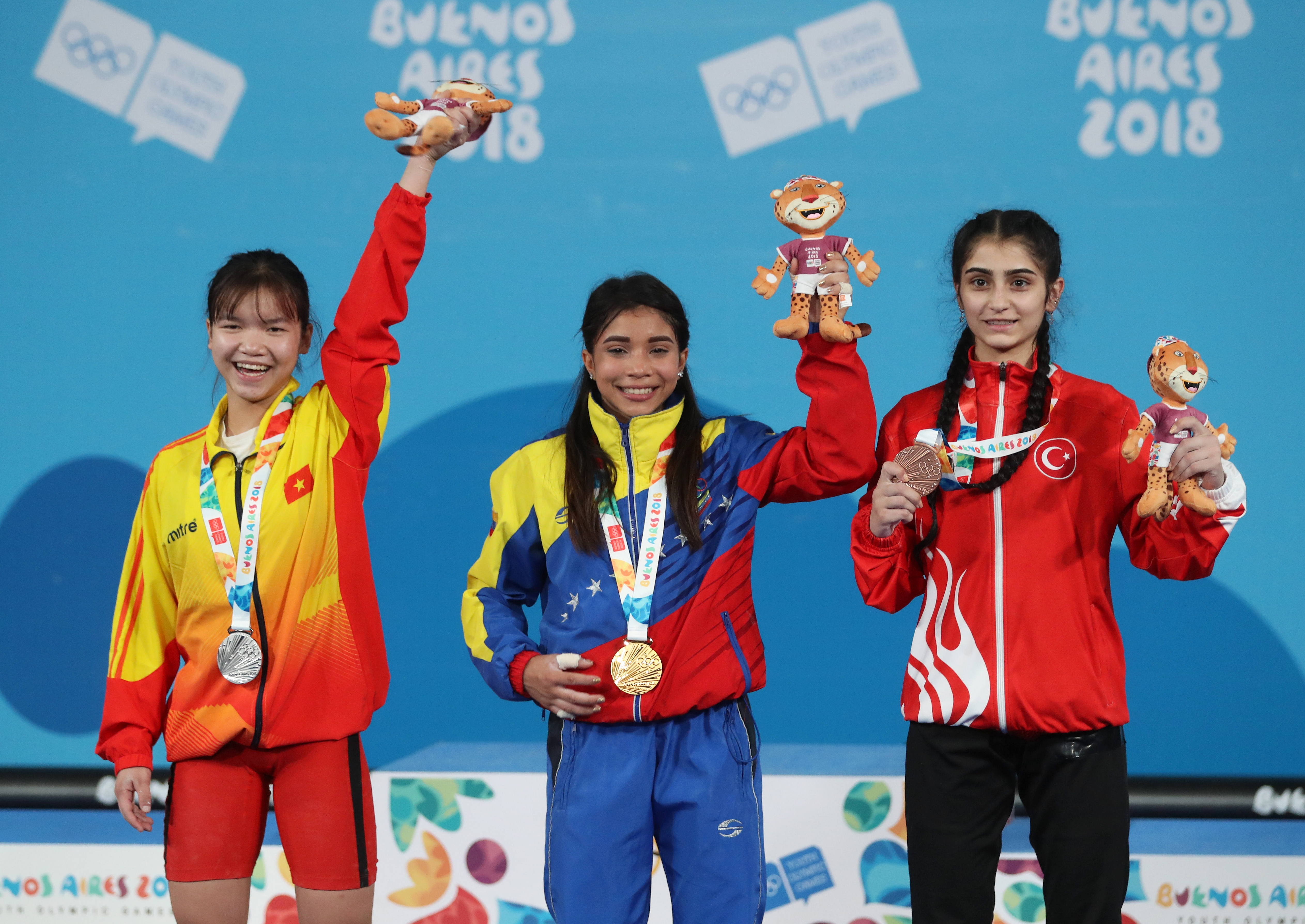
44 kg
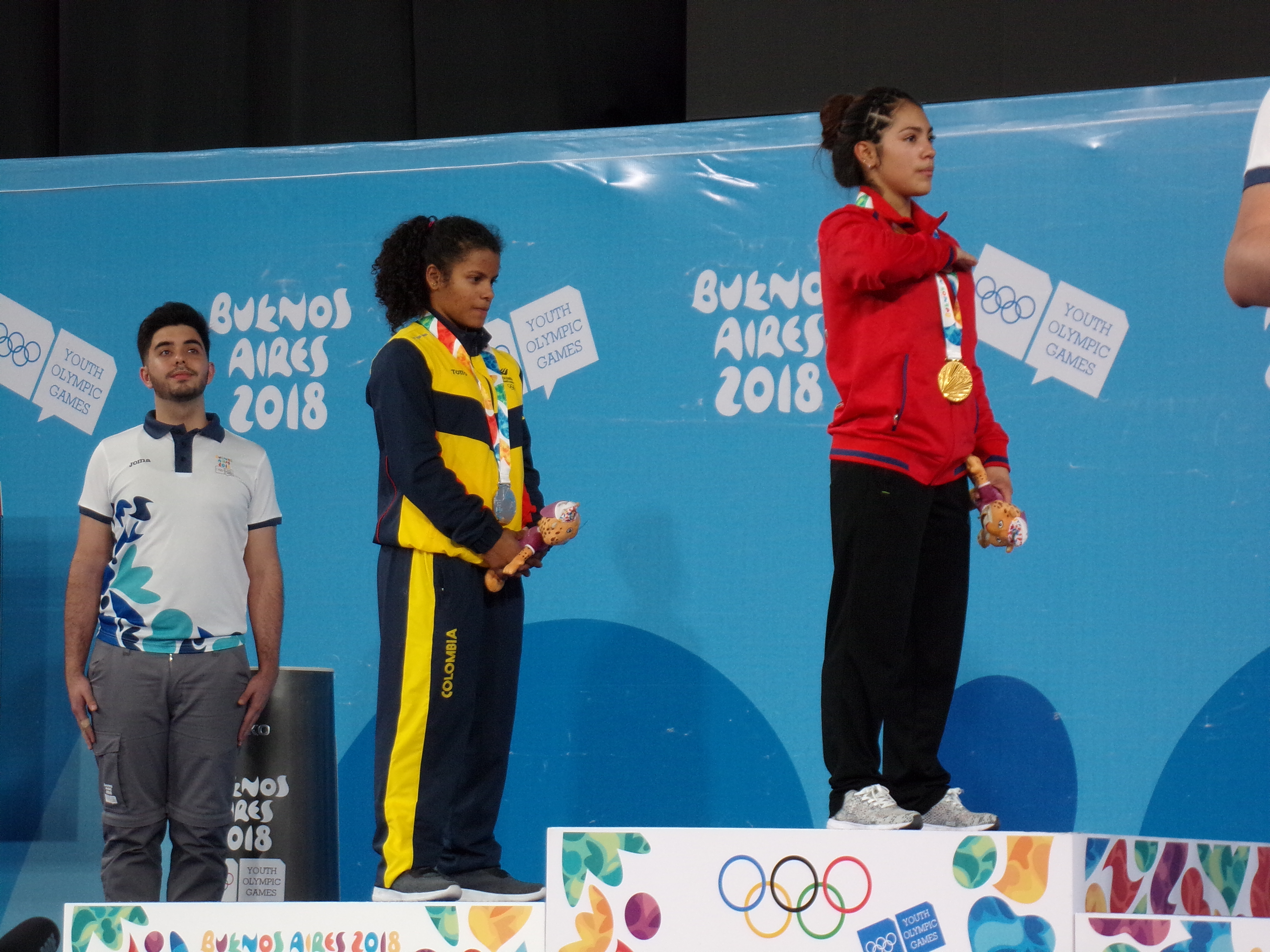
48 kg
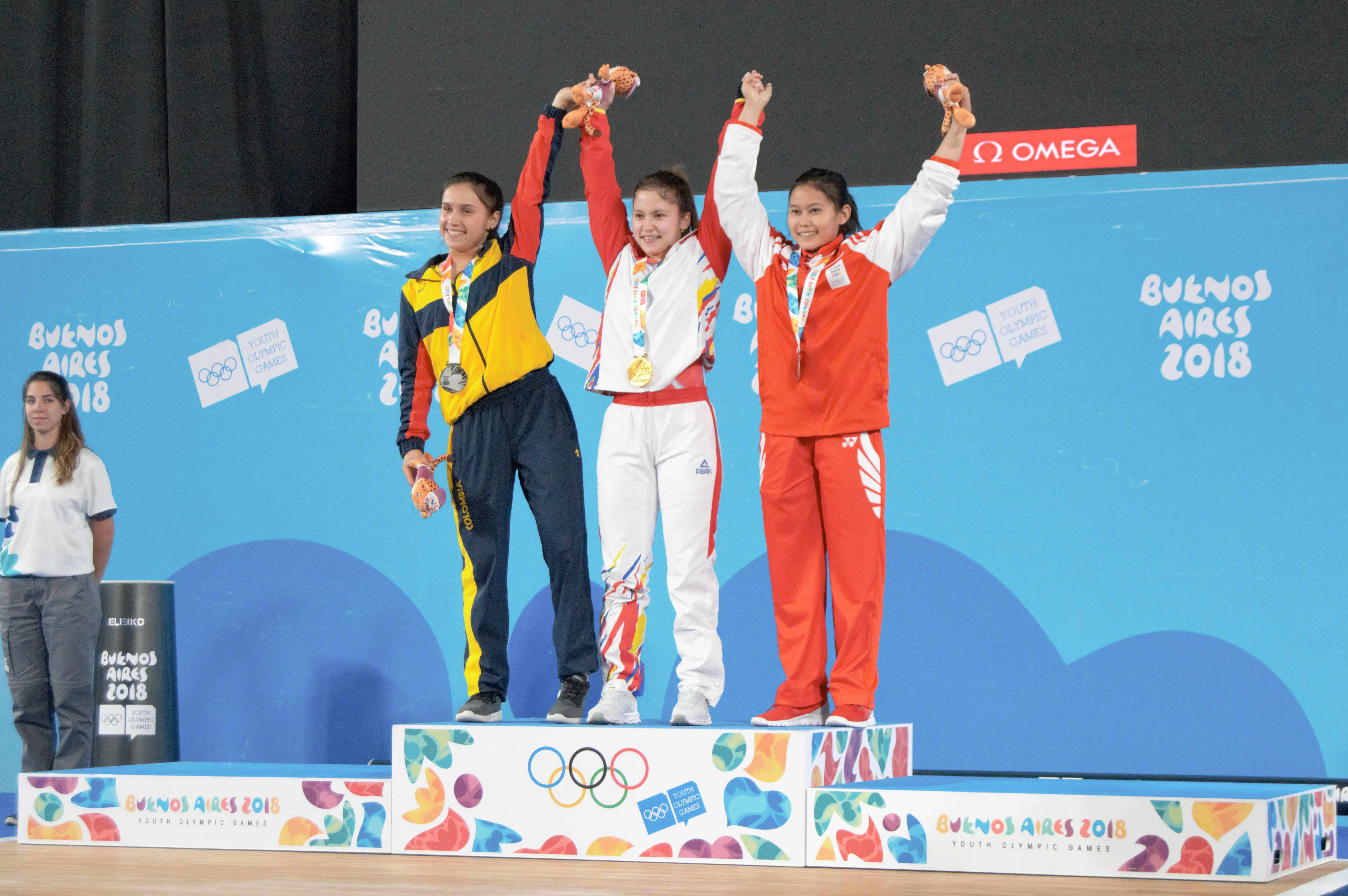
53 kg
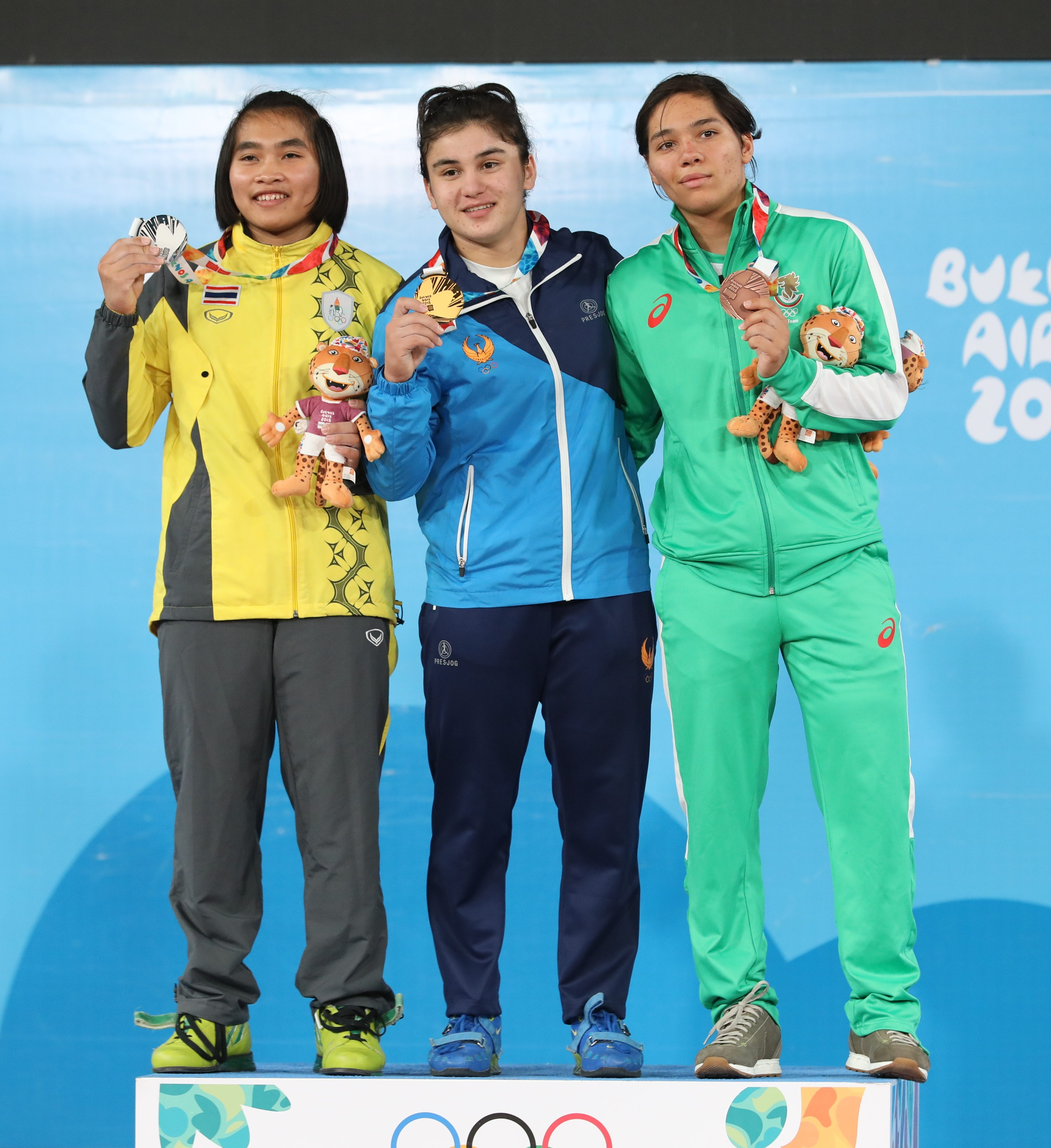
63 kg

- Wikimedia Commons contiene immagini o altri file su Sollevamento pesi ai III Giochi olimpici giovanili estivi